# Агеда (притока Дору)

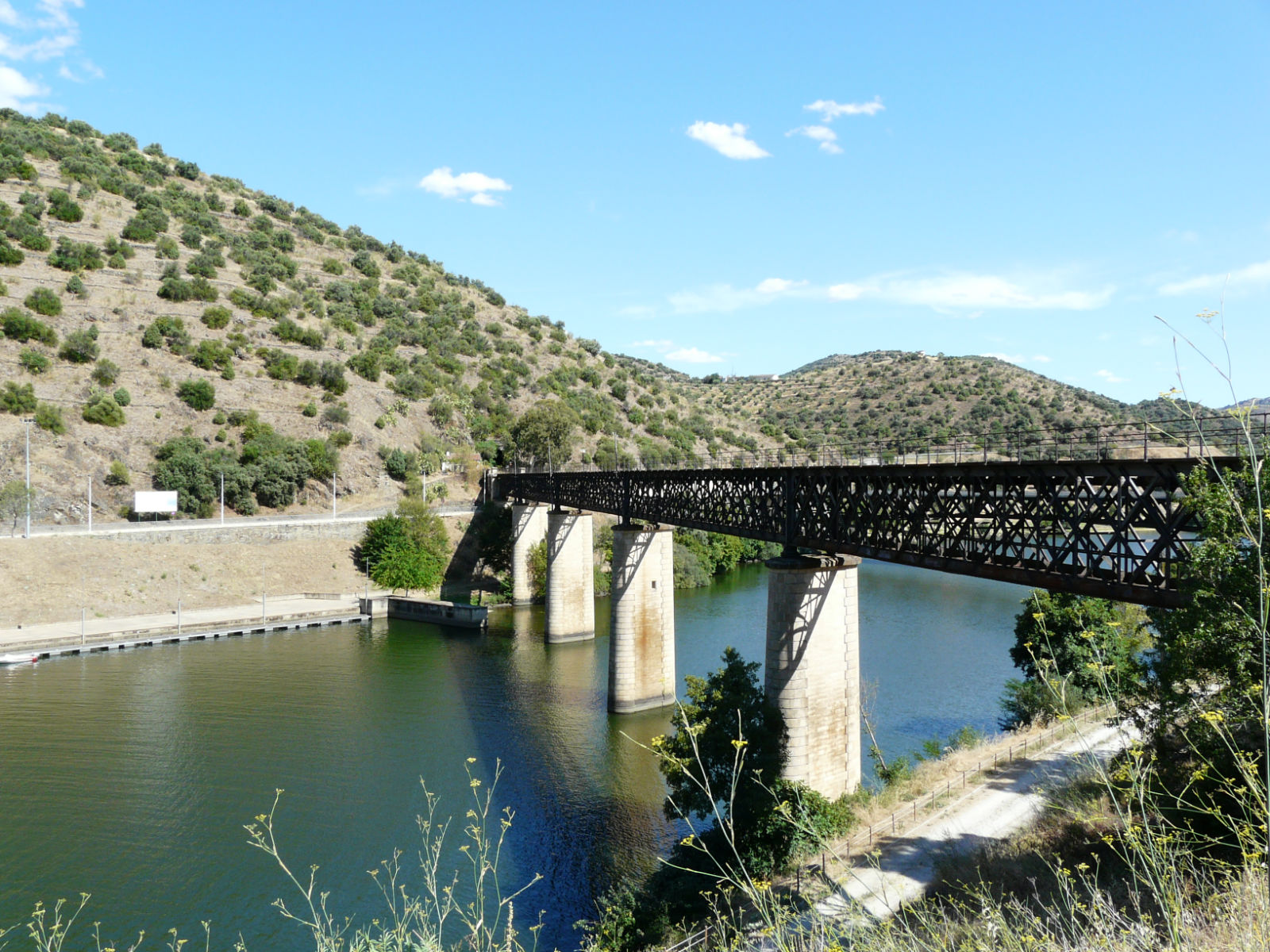
Міжнародний міст через річку Агеда на кордоні Іспанія — Поптугалія

А́геда (порт. Águeda, МФА: [ˈa.gɨ.dɐ]) — річка в Іспанії та Португалії, притока річки Дору.
Довжина — 130 км. Площа басейну — 2353 км².

## Географія
Бере початок у Гатських горах в Іспанії, на висоті 125,5 м (муніципалітет Навасфріас, парафія Пенте-де-лос-Лянос). Протікає територією Іспанії, через провінцію Кастилія-і-Леон (муніципалітети Сьюдад-Родриго, Саелісес-ель-Чіко); та територією Португалії, через провінцію Нижня Бейра, округ Гуарда (муніципалітет Фігейра-де-Каштелу-Родригу). Впадає в Дору у фреґезії Ешкалян муніципалітету Фігейра-де-Каштелу-Родригу. По руслу річки проходить кордон Іспанія — Португалія.
Стара назва — А́гата (лат. Agatha).